# Bhubaneswar
Bhubaneswar (alternativt: Bhubaneshwar, på oriya ଭୁବନେଶ୍ୱର) är huvudstad och största stad i den indiska delstaten Odisha. Folkmängden uppgick till 840 834 invånare vid folkräkningen 2011, med förorter 885 363 invånare. Staden ligger vid floden Kuakhai.
Staden var en gång huvudstad i Kalingariket och har en historia på 2 000 år. Bhubaneswar är känt för sin rikedom på hinduiska tempel. Det ska en gång ha funnits 7 000 tempel i omgivningarna, och 500 finns fortfarande kvar. Befolkningen i staden är i genomsnitt medelklass och lever i allmänhet av fiske, stål och mjukvaruutveckling. 
Bhubaneswar blev Odishas huvudstad år 1949. Före detta var huvudstaden Cuttack. Det moderna Bhubaneswar är planerat av den tyske arkitekten Otto Königsberger. Staden har en internationell flygplats.